# Sainte-Marie-de-Vatimesnil
Sainte-Marie-de-Vatimesnil – miejscowość i gmina we Francji, w regionie Normandia, w departamencie Eure.
Według danych na rok 1990 gminę zamieszkiwały 204 osoby, a gęstość zaludnienia wynosiła 28 osób/km² (wśród 1421 gmin Górnej Normandii Sainte-Marie-de-Vatimesnil plasuje się na 697. miejscu pod względem liczby ludności, natomiast pod względem powierzchni na miejscu 516.).